# Grabmilben
Die Grabmilben bzw. Krätzemilben (Sarcoptes von sarx ‚Fleisch‘ und koptein ‚anbeißen, verwunden‘) oder Krätzmilben sind eine Gattung der Milben. Sie leben als Parasiten in der Haut von Säugetieren, wo sie in der Epidermis Bohrgänge anlegen, in denen auch die Eiablage erfolgt. Die durch Grabmilben, oft kurz nur Milben genannt, verursachte Sarcoptes-Räude wird beim Menschen als „Krätze“ bezeichnet und ist durch starken Juckreiz und Krustenbildung gekennzeichnet. Die Grabmilben besitzen im Allgemeinen eine relative Wirtsspezifität, allerdings können auch die Grabmilben der Tiere auf den Menschen übergehen („Pseudokrätze“).

## Morphologie
Weibliche Grabmilben sind etwa 0,3 bis 0,5 mm lang und 0,225 bis 0,4 mm breit. Der schildkrötenähnliche Körper ist oval, an der Bauchseite abgeflacht und am Rücken gewölbt. Die Körperoberfläche trägt kräftige Dornen und Hautschuppen mit schräg gefurchten kutikulären Riefen. Grabmilben besitzen ein breites, abgerundetes Capitulum. Von den kurzen Beinen ragt nur das erste Beinpaar über den Körperrand hinaus. Die vorderen drei Beinpaare haben einen langen, ungegliederten Haftstiel mit einer endständigen Haftplatte. Das hintere Beinpaar trägt eine endständige Borste.
Die männlichen adulten Milben sind kleiner (0,205–0,285 mm lang und 0,145–0,210 mm breit). Bei Männchen besitzt auch das vierte Beinpaar einen langen Haftstiel mit einer kleinen Haftscheibe.

## Entwicklungszyklus

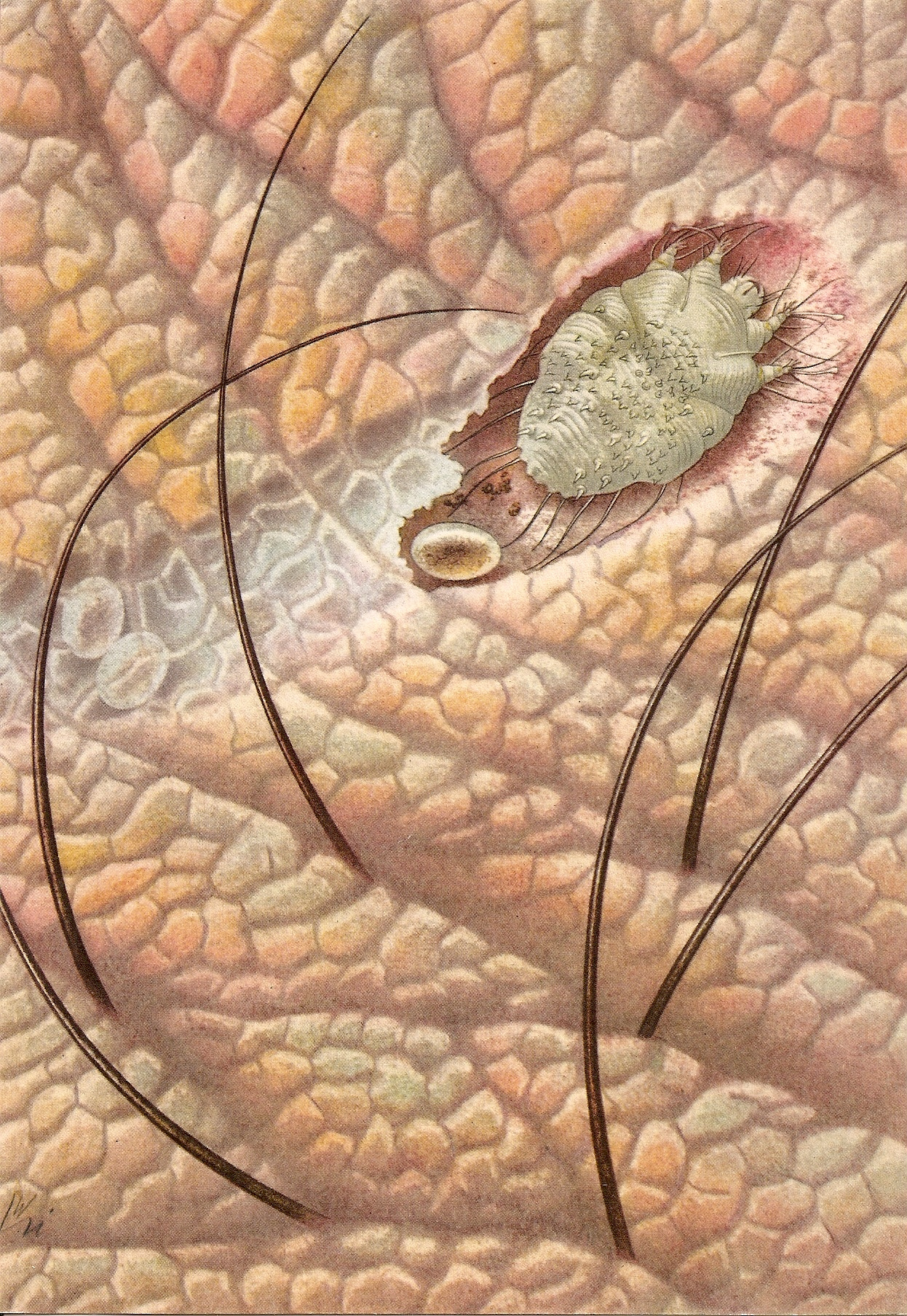
Anlegen eines Bohrgangs und Eiablage durch die weibliche Grabmilbe

Die Männchen leben auf der Hautoberfläche oder in flachen Tunneln. Dort findet die Kopulation statt, nach der sie absterben. Weibliche Grabmilben graben sich mit ihren Mundwerkzeugen (Chelizeren) in das Stratum spinosum oder granulosum der Epidermis ein und leben dort etwa drei bis sechs Wochen. Sie legen während ihres Lebens etwa fünfzig 0,16–0,19 × 0,084–0,103 mm große Eier in die von ihnen angelegten Bohrgänge. Der Entwicklungszyklus der Grabmilben dauert zwischen 12 und 21 Tagen und zeigt drei Entwicklungsstufen.
Aus den Eiern schlüpfen nach 3 bis 5 Tagen die Larven. Sie sind etwa 0,14–0,21 mm lang und 0,1–0,16 mm breit, tragen nur drei Beinpaare und leben hauptsächlich in den Bohrgängen.
Die Larven häuten sich in eigenen Hautnischen zu Nymphen, die morphologisch den adulten Weibchen ähneln, aber wesentlich kleiner und noch nicht geschlechtsdifferenziert sind. Die zunächst entstehenden Protonymphen sind 0,18–0,3 mm lang und 0,13–0,25 mm breit. Nach etwa drei Tagen entwickeln sie sich zu den 0,18–0,3 × 0,16–0,27 mm großen Tritonymphen. Diese häuten sich nach weiteren 3 bis 4 Tagen zu den adulten Grabmilben.

## Systematik

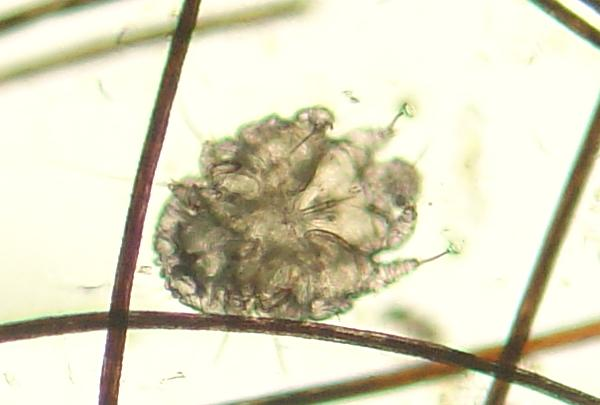
Grabmilbe des Hundes (Sarcoptes scabiei var. canis bzw. Sarcoptes canis)

In der Fachliteratur existieren zwei verschiedene Auffassungen zur Systematik der Grabmilben. Die einzelnen Vertreter sind morphologisch praktisch nicht unterscheidbar und haben nur eine eingeschränkte Wirtsspezifität: Bei günstigen Bedingungen können sie auch auf andere Wirte übergehen, verursachen dann aber nur eine zeitlich begrenzte Erkrankung. Daher werden die einzelnen Vertreter je nach Autor entweder als eine Art zusammengefasst oder in mehrere Arten unterteilt.
Nach der einen Auffassung werden alle Grabmilben nur einer Art – Sarcoptes scabiei – zugeordnet und diese je nach Wirt einer entsprechenden Unterart zugeordnet (z. B. Sarcoptes scabiei var. hominis – Grabmilbe des Menschen; Sarcoptes scabiei var. canis – Grabmilbe des Hundes und Erreger der Sarcoptes-Räude des Hundes; Sarcoptes scabiei var. cati – Grabmilbe der Katze).
Nach der anderen Auffassung werden die Vertreter als eigenständige Arten, also z. B. Sarcoptes scabiei – Grabmilbe des Menschen, Sarcoptes canis – Grabmilbe des Hundes, Sarcoptes equi – Grabmilbe des Pferdes usw. bezeichnet.

## Geschichte
Sarcoptes als Ursache der Krätze wurde 1687 von Giovanni Cosimo Bonomo (1663–1696) entdeckt (mit dem Apotheker Diacinto Cestoni) und in einem Brief an Francesco Redi (1626–1697) mitgeteilt. Sie beobachteten eine Eiablage und vermuteten, dass die Krätze über Kleidung übertragen wird. Die Beobachtung von Bonomo war auch der erste Nachweis einer von Parasiten und allgemein mikroskopisch kleinen Lebewesen verursachten Infektionskrankheit. Der Leibarzt des Papstes Giovanni Maria Lancisi widersprach aber Parasiten als alleiniger Ursache und Bonomo vermied einen Disput mit ihm.